# Alive in an Ultra World
Alive in an Ultra World är ett livealbum av Steve Vai, utgivet 2001.

## Låtlista

### Skiva 1
1. "Giant Balls of Gold" – 4:45 (Sång till Polen)
2. "Burning Rain" – 4:50 (Sång till Japan)
3. "The Black Forest" – 6:38 (Sång till Tyskland)
4. "Alive in an Ultra World" – 3:53 (Sång till Slovenien)
5. "Devil's Food" – 10:09 (Sång till Holland)
6. "Blood and Glory" – 4:53 (Sång till Storbritannien)
7. "Whispering a Prayer" – 8:45 (Sång till Irland)
8. "Iberian Jewel" – 4:38 (Sång till Spanien)

### Skiva 2
1. "The Power of Bombos" – 5:04 (Sång till Grekland)
2. "Incantation" – 8:53 (Sång till Bulgarien)
3. "Light of the Moon"– 5:47 (Sång till Australien)
4. "Babushka" – 6:42 (Sång till Rumänien)
5. "Being With You (In Paris)" – 6:24 (Sång till Frankrike)
6. "Principessa" – 5:51 (Sång till Italien)
7. "Brandos Costumes (Gentle Ways)" – 6:04 (Sång till Portugal)